# 西卡德弗拉特 (加利福尼亞州)
西卡德弗拉特（英語：Sicard Flat）是位於美國加利福尼亞州尤巴縣的一個非建制地區。該地的面積和人口皆未知。

## 地理
西卡德弗拉特的座標為39°13′52″N 121°20′46″W / 39.23111°N 121.34611°W，而該地的平均海拔高度為106米（即348英尺）。